# Eleições legislativas portuguesas de 1987 no distrito da Guarda
| Eleições legislativas portuguesas de 1987 Distritos: Aveiro \| Beja \| Braga \| Bragança \| Castelo Branco \| Coimbra \| Évora \| Faro \| Guarda \| Leiria \| Lisboa \| Portalegre \| Porto \| Santarém \| Setúbal \| Viana do Castelo \| Vila Real \| Viseu \| Açores \| Madeira \| Estrangeiro |

## Resultados por Concelho
Os resultados nos concelhos do Distrito da Guarda foram os seguintes:

### Aguiar da Beira
| Partido                 | Partido                       | Votos | %               | +/-   |
| ----------------------- | ----------------------------- | ----- | --------------- | ----- |
|                         | Partido Social Democrata      | 2 598 | 65,49 / 100,00  | 25,70 |
|                         | Centro Democrático e Social   | 632   | 15,93 / 100,00  | 14,08 |
|                         | Partido Socialista            | 299   | 7,54 / 100,00   | 3,40  |
|                         | Partido Renovador Democrático | 65    | 1,64 / 100,00   | 6,58  |
|                         | Partido da Democracia Cristã  | 51    | 1,29 / 100,00   | 0,32  |
|                         | Outros                        | 109   | 2,74 / 100,00   |       |
| Votos Inválidos         | Votos Inválidos               | 213   | 5,37 / 100,00   | 0,46  |
| Total                   | Total                         | 3 967 | 100,00 / 100,00 |       |
| Eleitorado/Participação | Eleitorado/Participação       | 5 758 | 68,90 / 100,00  | 2,92  |

### Almeida
| Partido                 | Partido                        | Votos | %               | +/-   |
| ----------------------- | ------------------------------ | ----- | --------------- | ----- |
|                         | Partido Social Democrata       | 4 408 | 66,64 / 100,00  | 34,97 |
|                         | Partido Socialista             | 1 032 | 15,60 / 100,00  | 1,57  |
|                         | Centro Democrático e Social    | 541   | 8,18 / 100,00   | 21,86 |
|                         | Coligação Democrática Unitária | 110   | 1,66 / 100,00   | 2,00  |
|                         | Partido da Democracia Cristã   | 87    | 1,32 / 100,00   | 1,09  |
|                         | Partido Renovador Democrático  | 70    | 1,06 / 100,00   | 8,31  |
|                         | Outros                         | 141   | 2,13 / 100,00   |       |
| Votos Inválidos         | Votos Inválidos                | 226   | 3,41 / 100,00   | 0,33  |
| Total                   | Total                          | 6 615 | 100,00 / 100,00 |       |
| Eleitorado/Participação | Eleitorado/Participação        | 9 023 | 73,31 / 100,00  | 2,18  |

### Celorico da Beira
| Partido                 | Partido                        | Votos | %               | +/-   |
| ----------------------- | ------------------------------ | ----- | --------------- | ----- |
|                         | Partido Social Democrata       | 3 616 | 65,53 / 100,00  | 25,90 |
|                         | Partido Socialista             | 960   | 17,40 / 100,00  | 2,98  |
|                         | Centro Democrático e Social    | 362   | 6,56 / 100,00   | 14,00 |
|                         | Coligação Democrática Unitária | 122   | 2,21 / 100,00   | 2,44  |
|                         | Partido Renovador Democrático  | 69    | 1,25 / 100,00   | 5,57  |
|                         | Partido da Democracia Cristã   | 63    | 1,14 / 100,00   | 0,37  |
|                         | Outros                         | 127   | 2,31 / 100,00   |       |
| Votos Inválidos         | Votos Inválidos                | 199   | 3,60 / 100,00   | 0,30  |
| Total                   | Total                          | 5 518 | 100,00 / 100,00 |       |
| Eleitorado/Participação | Eleitorado/Participação        | 8 171 | 67,53 / 100,00  | 0,50  |

### Figueira de Castelo Rodrigo
| Partido                 | Partido                        | Votos | %               | +/-   |
| ----------------------- | ------------------------------ | ----- | --------------- | ----- |
|                         | Partido Social Democrata       | 3 064 | 69,83 / 100,00  | 28,28 |
|                         | Partido Socialista             | 683   | 15,57 / 100,00  | 7,81  |
|                         | Centro Democrático e Social    | 195   | 4,44 / 100,00   | 10,88 |
|                         | Partido Renovador Democrático  | 84    | 1,91 / 100,00   | 5,91  |
|                         | Coligação Democrática Unitária | 67    | 1,53 / 100,00   | 2,16  |
|                         | Outros                         | 149   | 3,40 / 100,00   |       |
| Votos Inválidos         | Votos Inválidos                | 146   | 3,33 / 100,00   | 0,28  |
| Total                   | Total                          | 4 388 | 100,00 / 100,00 |       |
| Eleitorado/Participação | Eleitorado/Participação        | 7 388 | 59,39 / 100,00  | 11,76 |

### Fornos de Algodres
| Partido                 | Partido                        | Votos | %               | +/-   |
| ----------------------- | ------------------------------ | ----- | --------------- | ----- |
|                         | Partido Social Democrata       | 2 670 | 65,46 / 100,00  | 29,07 |
|                         | Partido Socialista             | 677   | 16,60 / 100,00  | 3,20  |
|                         | Centro Democrático e Social    | 283   | 6,94 / 100,00   | 17,56 |
|                         | Coligação Democrática Unitária | 86    | 2,11 / 100,00   | 1,86  |
|                         | Partido Renovador Democrático  | 70    | 1,72 / 100,00   | 6,71  |
|                         | Outros                         | 126   | 3,09 / 100,00   |       |
| Votos Inválidos         | Votos Inválidos                | 167   | 4,10 / 100,00   | 1,13  |
| Total                   | Total                          | 4 079 | 100,00 / 100,00 |       |
| Eleitorado/Participação | Eleitorado/Participação        | 5 467 | 74,61 / 100,00  | 0,48  |

### Gouveia
| Partido                 | Partido                        | Votos  | %               | +/-   |
| ----------------------- | ------------------------------ | ------ | --------------- | ----- |
|                         | Partido Social Democrata       | 5 771  | 52,35 / 100,00  | 23,39 |
|                         | Partido Socialista             | 3 282  | 29,77 / 100,00  | 1,68  |
|                         | Coligação Democrática Unitária | 511    | 4,64 / 100,00   | 2,48  |
|                         | Centro Democrático e Social    | 469    | 4,25 / 100,00   | 9,44  |
|                         | Partido Renovador Democrático  | 336    | 3,05 / 100,00   | 11,39 |
|                         | Outros                         | 275    | 2,49 / 100,00   |       |
| Votos Inválidos         | Votos Inválidos                | 379    | 3,44 / 100,00   | 0,25  |
| Total                   | Total                          | 11 023 | 100,00 / 100,00 |       |
| Eleitorado/Participação | Eleitorado/Participação        | 16 016 | 68,82 / 100,00  | 1,74  |

### Guarda
| Partido                 | Partido                        | Votos  | %               | +/-   |
| ----------------------- | ------------------------------ | ------ | --------------- | ----- |
|                         | Partido Social Democrata       | 12 790 | 53,28 / 100,00  | 25,84 |
|                         | Partido Socialista             | 7 061  | 29,41 / 100,00  | 0,87  |
|                         | Centro Democrático e Social    | 1 307  | 5,44 / 100,00   | 11,02 |
|                         | Coligação Democrática Unitária | 756    | 3,15 / 100,00   | 2,00  |
|                         | Partido Renovador Democrático  | 509    | 2,12 / 100,00   | 10,88 |
|                         | Outros                         | 769    | 3,19 / 100,00   |       |
| Votos Inválidos         | Votos Inválidos                | 814    | 3,39 / 100,00   | 0,37  |
| Total                   | Total                          | 24 006 | 100,00 / 100,00 |       |
| Eleitorado/Participação | Eleitorado/Participação        | 33 555 | 71,54 / 100,00  | 2,50  |

### Manteigas
| Partido                 | Partido                        | Votos | %               | +/-   |
| ----------------------- | ------------------------------ | ----- | --------------- | ----- |
|                         | Partido Social Democrata       | 1 052 | 41,34 / 100,00  | 25,13 |
|                         | Partido Socialista             | 742   | 29,16 / 100,00  | 6,40  |
|                         | Coligação Democrática Unitária | 301   | 11,83 / 100,00  | 1,97  |
|                         | Centro Democrático e Social    | 187   | 7,35 / 100,00   | 9,02  |
|                         | Partido Renovador Democrático  | 101   | 3,97 / 100,00   | 18,01 |
|                         | Outros                         | 86    | 3,38 / 100,00   |       |
| Votos Inválidos         | Votos Inválidos                | 76    | 2,99 / 100,00   | 1,76  |
| Total                   | Total                          | 2 545 | 100,00 / 100,00 |       |
| Eleitorado/Participação | Eleitorado/Participação        | 3 561 | 71,47 / 100,00  | 2,27  |

### Mêda
| Partido                 | Partido                        | Votos | %               | +/-   |
| ----------------------- | ------------------------------ | ----- | --------------- | ----- |
|                         | Partido Social Democrata       | 2 978 | 64,73 / 100,00  | 34,61 |
|                         | Partido Socialista             | 577   | 12,54 / 100,00  | 5,24  |
|                         | Centro Democrático e Social    | 512   | 11,13 / 100,00  | 19,28 |
|                         | Partido Renovador Democrático  | 158   | 3,43 / 100,00   | 6,41  |
|                         | Coligação Democrática Unitária | 67    | 1,46 / 100,00   | 1,17  |
|                         | Outros                         | 127   | 2,77 / 100,00   |       |
| Votos Inválidos         | Votos Inválidos                | 182   | 3,95 / 100,00   | 0,91  |
| Total                   | Total                          | 4 601 | 100,00 / 100,00 |       |
| Eleitorado/Participação | Eleitorado/Participação        | 6 830 | 67,36 / 100,00  | 1,74  |

### Pinhel
| Partido                 | Partido                        | Votos  | %               | +/-   |
| ----------------------- | ------------------------------ | ------ | --------------- | ----- |
|                         | Partido Social Democrata       | 5 286  | 69,32 / 100,00  | 28,29 |
|                         | Partido Socialista             | 1 201  | 15,75 / 100,00  | 2,07  |
|                         | Centro Democrático e Social    | 439    | 5,76 / 100,00   | 14,00 |
|                         | Coligação Democrática Unitária | 192    | 2,52 / 100,00   | 2,14  |
|                         | Outros                         | 300    | 3,93 / 100,00   |       |
| Votos Inválidos         | Votos Inválidos                | 208    | 2,72 / 100,00   | 0,64  |
| Total                   | Total                          | 7 626  | 100,00 / 100,00 |       |
| Eleitorado/Participação | Eleitorado/Participação        | 11 579 | 65,86 / 100,00  | 0,57  |

### Sabugal
| Partido                 | Partido                        | Votos  | %               | +/-   |
| ----------------------- | ------------------------------ | ------ | --------------- | ----- |
|                         | Partido Social Democrata       | 7 584  | 67,06 / 100,00  | 30,81 |
|                         | Partido Socialista             | 1 635  | 14,46 / 100,00  | 4,00  |
|                         | Centro Democrático e Social    | 956    | 8,45 / 100,00   | 16,34 |
|                         | Partido Renovador Democrático  | 146    | 1,29 / 100,00   | 6,35  |
|                         | Coligação Democrática Unitária | 138    | 1,22 / 100,00   | 1,01  |
|                         | Partido da Democracia Cristã   | 137    | 1,21 / 100,00   | 1,23  |
|                         | Outros                         | 299    | 2,65 / 100,00   |       |
| Votos Inválidos         | Votos Inválidos                | 414    | 3,66 / 100,00   | 1,67  |
| Total                   | Total                          | 11 309 | 100,00 / 100,00 |       |
| Eleitorado/Participação | Eleitorado/Participação        | 16 793 | 67,34 / 100,00  | 2,19  |

### Seia
| Partido                 | Partido                        | Votos  | %               | +/-   |
| ----------------------- | ------------------------------ | ------ | --------------- | ----- |
|                         | Partido Social Democrata       | 9 363  | 51,88 / 100,00  | 21,04 |
|                         | Partido Socialista             | 5 156  | 28,57 / 100,00  | 0,77  |
|                         | Coligação Democrática Unitária | 1 190  | 6,59 / 100,00   | 2,10  |
|                         | Centro Democrático e Social    | 779    | 4,32 / 100,00   | 9,06  |
|                         | Partido Renovador Democrático  | 521    | 2,89 / 100,00   | 10,35 |
|                         | Outros                         | 511    | 2,84 / 100,00   |       |
| Votos Inválidos         | Votos Inválidos                | 526    | 2,91 / 100,00   | 0,39  |
| Total                   | Total                          | 18 046 | 100,00 / 100,00 |       |
| Eleitorado/Participação | Eleitorado/Participação        | 24 699 | 73,06 / 100,00  | 0,77  |

### Trancoso
| Partido                 | Partido                        | Votos  | %               | +/-   |
| ----------------------- | ------------------------------ | ------ | --------------- | ----- |
|                         | Partido Social Democrata       | 5 110  | 68,10 / 100,00  | 23,90 |
|                         | Partido Socialista             | 1 067  | 14,22 / 100,00  | 0,09  |
|                         | Centro Democrático e Social    | 573    | 7,64 / 100,00   | 11,86 |
|                         | Coligação Democrática Unitária | 120    | 1,60 / 100,00   | 1,74  |
|                         | Partido da Democracia Cristã   | 97     | 1,29 / 100,00   | 0,10  |
|                         | Partido Renovador Democrático  | 95     | 1,27 / 100,00   | 7,86  |
|                         | Outros                         | 188    | 2,51 / 100,00   |       |
| Votos Inválidos         | Votos Inválidos                | 254    | 3,39 / 100,00   | 2,63  |
| Total                   | Total                          | 7 504  | 100,00 / 100,00 |       |
| Eleitorado/Participação | Eleitorado/Participação        | 10 739 | 69,88 / 100,00  | 0,87  |

### Vila Nova de Foz Côa
| Partido                 | Partido                        | Votos | %               | +/-   |
| ----------------------- | ------------------------------ | ----- | --------------- | ----- |
|                         | Partido Social Democrata       | 3 779 | 64,07 / 100,00  | 24,18 |
|                         | Partido Socialista             | 1 121 | 19,01 / 100,00  | 1,80  |
|                         | Centro Democrático e Social    | 368   | 6,24 / 100,00   | 12,36 |
|                         | Coligação Democrática Unitária | 194   | 3,29 / 100,00   | 2,36  |
|                         | Partido Renovador Democrático  | 75    | 1,27 / 100,00   | 5,37  |
|                         | Outros                         | 184   | 3,12 / 100,00   |       |
| Votos Inválidos         | Votos Inválidos                | 177   | 3,00 / 100,00   | 1,30  |
| Total                   | Total                          | 5 898 | 100,00 / 100,00 |       |
| Eleitorado/Participação | Eleitorado/Participação        | 8 925 | 66,08 / 100,00  | 0,57  |